# Андерсонов мишолики опосум
Андерсонов мишолики опосум или дебеловеђи мишолики опосум (Marmosa andersoni) је врста сисара из породице опосума (Didelphidae) и истоименог реда (Didelphimorphia).

## Распрострањење
Мала област у јужном Перуу је једино познато природно станиште врсте.

## Станиште
Станиште Андерсоновог мишоликог опосума су шуме.

## Угроженост
Подаци о распрострањености ове врсте су недовољни.

### Популациони тренд
Популациони тренд је за ову врсту непознат.